# Oospila venezuelata
Oospila venezuelata is een vlinder uit de familie van de spanners (Geometridae). De wetenschappelijke naam van de soort is voor het eerst geldig gepubliceerd in 1861 door Walker.

## Kenmerken
De vleugels zijn groen met een roomwitte omranding.

## Verspreiding en leefgebied
Deze groene spanner komt hoofdzakelijk voor in de bossen van Venezuela.